# (66007) 1998 PO
1998 بي أو (ويعرف أيضًا باسم (66007) 1998 بي أو وفق تسمية الكوكب الصغير) (بالإنجليزية: 1998 PO)‏ هو كويكب ضمن حزام الكويكبات؛ وترتيبه 66007 من حيث الاكتشاف.
اكتُشف هذا الجُرم الفلكي بواسطة أنخيل لوبيز خيمينيز في 3 أغسطس 1998.

## وصلات خارجية
- (66007) 1998 PO في قاعدة بيانات مختبر الدفع النفاث لأجرام النظام الشمسي الصغيرة

- الاكتشاف · مخطط المدار ·  العناصر المدارية · المعلمات المادية

- (66007) 1998 PO على موقع ويكي سكاي: DSS2, SDSS, GALEX, IRAS, Hydrogen α, X-Ray, Astrophoto, Sky Map, Articles and images